# Große Mauer von Gorgan

Verlauf der Großen Mauer von Gorgān

Die Große Mauer von Gorgan ist eine Grenzbefestigung in der iranischen Provinz Gorgan im Nordosten Irans. Sie ist die älteste und längste Mauer in Iran und nach der Chinesischen Mauer die zweitlängste Mauer Asiens.

## Namen
Die Große Mauer von Gorgan (persisch دیوار بزرگ گرگان, DMG Divār-e bozorg-e Gorgān) wird in verschiedenen historischen Dokumenten unter unterschiedlichen Namen erwähnt, so z. B. unter Sadd-e Eskandar (persisch سد اسکندر, ‚Alexanders Mauer‘), Sadd-e Anuschirvan (persisch سد انوشیروان, ‚Chosrau I. Anuschirvans Mauer‘), Sadd-e Firuz und Sadd-e Ghezel Arsalān.

## Lage
Die 200 km lange und 6 bis 10 Meter breite Mauer befindet sich in der Tiefebene von Gorgān (Dasht-e Gorgān) in der iranischen Provinz Golestan. Sie nimmt ihren Anfang an der Küste des Kaspischen Meeres, windet sich nördlich der Stadt Gonbad-e Kāvus, erstreckt sich weiterhin nordwestlich und verschwindet hinter den Pīshkamar-Bergen (Kuh-sar-e Pīshkamar).
Im Verlauf und nahen Umfeld der Mauer befindet sich eine Anzahl von Festungen, die im Abstand von 10 bis 50 km erbaut wurden. Ein britisch-iranisches Forschungsteam fand bei Kampagnen zwischen 2005 und 2007 bis zu 30 solcher Festungen.

## Geschichte
Die Mauer wurde während des Partherreiches (248 v. Chr.–224 n. Chr.) erbaut, um den Iran gegen das Eindringen verschiedener nördlicher Stämme (später unter anderem der Hephthaliten) zu schützen. Während der Zeit des Sassanidenreiches (224–651 n. Chr.) wurde die Mauer in großem Stil ausgebaut.
Die archäologischen Studien bezüglich der Mauer begannen 1976–1977 unter dem Archäologen Mohammad Yousef Kiāni und werden bis heute fortgeführt. Seit 2007 erfolgen Untersuchungen eines britisch-iranischen Teams, das durch das ICHHTO (Iran’s Cultural Heritage, Handicrafts, and Tourism Organisation) sowie Forscher der Universität Edinburgh und der Durham University gebildet wird.